# Глотова, Алёна Александровна
Алёна Алекса́ндровна Гло́това (род. 12 августа 2005) — российская спортивная гимнастка, член сборной команды России по спортивной гимнастике. Бронзовая призёрка чемпионата России — 2022 в вольных упражнениях.

## Биография
Родилась 12 августа 2005 года.
Начала заниматься гимнастикой с пяти лет. Занималась в спортивной школе № 6 Ульяновска, тренер — Бессольцева Дарья Сергеевна. В возрасте десяти лет была включена в состав молодёжной сборной России по спортивной гимнастике.
В 2016 году вышла в финал соревнований «Олимпийские надежды», проходивших в Пензе.
В 2017 году в Санкт-Петербурге в составе сборной Ульяновской области участвовала в открытом первенстве России по спортивной гимнастике «Снежинка-2017» на котором выступала по программе взрослого разряда. Алёна получила пять из семи золотых медалей команды за выступления взрослого разряда: за упражнения на брусьях и бревне, вольные упражнения, опорный прыжок многоборье.
В январе 2022 года спортсменка была включена в основной состав сборной России по спортивной гимнастике.
В 2022 году в Пензе на Чемпионате ПФО по спортивной гимнастике Алёна заняла первые места в многоборье, упражнениях на бревне и вольных упражнениях, а также третьи места в упражнениях на брусьях и опорном прыжке.
В 2022 году в Казани на Чемпионате России по спортивной гимнастике стала чемпионкой России в командном зачёте в составе команды Приволжского федерального округа. Также спортсменка заняла третье место чемпионата в вольных упражнениях, а также шестое место в опорном прыжке и упражнениях на бревне.